# Mockumentary
A mockumentary vagy magyarul áldokumentumfilm (angol mock = kicsúfolni + documentary = dokumentumfilm szavak keresztezéséből) lehet a filmvígjáték egyik műfaja, melyben úgy vesznek fel dolgokat és olyan témájú filmeket készítenek, hogy azok valódi dokumentumfilmnek látszódjanak. Mintha egy szituációs komédia tényleg be akarna mutatni valamit, pedig itt pont az ellenkezőjét csinálják. Jó példák az ezredforduló tájáról A hivatal (The Office) és a Városfejlesztési osztály (Parks and Recreation) című vígjátéksorozatok, ahol úgy tűnhet, hogy egy hivatalról vagy komolyan dolgozó polgármesteri részlegről lesz szó, miközben épphogy poénra vesznek mindent.
Ugyanakkor besorolható a tudományos-fikciós filmek közé is, mert egyfajta hitelesnek tűnő világ érzetét keltheti reálisnak tűnő felvételeivel, alapos, dokumentumfilmekre jellemző, tudományosnak ható magyarázataival.

## Története
A műfaj indulásakor egyszerű tréfákról, a nézők hiszékenységének megfricskázásáról volt szó – lásd az angol Spagettiszüretet (BBC, 1957). A fekete-fehér kisfilmben (híradó-beszámoló) egy világszerte elterjedt, régi poént tárnak vizuálisan is a nagyérdemű elé, miszerint a spagetti fán terem, és ha beérik, szüret után mehet egyenest a fazékba...
Woody Allen több alkalommal is élt a műfaj adta komikus lehetőségekkel: az 1969-es Fogd a pénzt és fuss! egy kortárs amerikai bűnöző pályaképét rajzolja meg, abszurd humorral, szájbarágós narrációval, ráadásképp egyszersmind számos gengszterfilm-klisé kiforgatása révén krimiparódiaként is működik. Az életrajzi dokumentumműfaj egyik legfontosabb eleme a személyes ismerősök, iskolatársak, rokonok stb. felvonultatása – itt csupa forgatókönyvszülte karakter elevenedik meg. Az 1983-as Zeligben azonban jóval több az "igazi" elem: a komoly háttérmunkával előállított manipulált fotókon és filmrészleteken túl az emlékezők között valós személyek, ismert értelmiségiek is felbukkannak. Akik a kitalált figura, Zelig (a mindig és minden körülmények közt környezetéhez külsejében, szóhasználatában tökéletesen alkalmazkodó "kaméleonember") életrajzi részleteit világítják meg, kommentálják rejtett lelki motivációit stb.
Előfordul, hogy egy valós társadalmi problémára fókuszálnak, mely a szokott hírcsatornák hozta nézettség többszörösét eredményezi. Így pl. a környezetszennyezésre irányította százezrek figyelmét a cseh Ján Sverák 1988-as Olajfalókja (Ropáci), amelyben újonnan fölfedezett, műanyaggal és olajszármazékokkal táplálkozó állatfajt dokumentálnak egy iparvidéken. A bumfordi állatka "tragédiája", hogy csak szennyezett környezetben marad életképes, így a tiszta levegőjű vidékeken való bemutatása lehetetlen. Az élethűen fényképezett, "valóságos" szereplőket felvonultató kisfilm "objektívnek" ható szellemes kommentárjai kétséget sem hagynak afelől, hogy a szennyezések terjedése idővel meghozza a "megoldást". Úgyhogy ne csüggedjünk, hisz van remény – a környezetszennyezés mind nagyobb térnyerésével az olajfalók túlélési esélyei javulnak! Magyar példa gyanánt a szmog szó szerint üdítő, intelligencianövelő hatásáról szóló A Wapra-jelentés említhető. Kocsis Tibor 1996-os rövidfilmje "igazi" külföldi és honi szakértők bevonásával, a budapesti levegő összetételét vizsgáló kutatócsoport szerepeltetésével hitelesíti a képtelen állítást – mindezzel a szennyezett fővárosi levegő problematikájára kívánja fölhívni a figyelmet.
A mockumentary szólhat az egész dokumentumfilm-műfaj kiparodizálásáról is. Például a híres Monty Python csoport kigúnyolta a Beatlest is, The Rutles néven (ami a gombafejűeken túl rájátszik az angol "ruthless", azaz "könyörtelen", "irgalmatlan" jelentésre). Ez azonban még nem mockumentary, viszont erről az álegyüttesről készült egy film is All You Need is Cash címmel, ami már egy "igazi", közel másfél órás áldokumentumfilm (1978). E műfaj másik jellemzője, hogy úgy mutatja be az adott film/szituációs komédia szereplőit és eseményeit, mintha mindez a valós életben megtörtént volna, miközben színészek játsszák el őket. Az indíttatást egyébiránt a Beatles 1964-es Egy nehéz nap éjszakája c. filmje szolgáltatta, amely dokumentarista stílusban (gyakran ugráló kamerával, zabolázatlan tömegekkel stb.) mutatja be a zenekar egy sűrű napját. S miközben a 4 beatzenész saját magát játssza el, a hozzájuk rendelt rokonokat, ismerősöket, munkatársakat színészek alakítják.
A szenzációhajhász, csak a minél nagyobb nézettséget szem előtt tartó televíziós műsorok, a "bulvárkamera" mindenható, tömegszédítő erejéről regél a Pesty Fekete Doboz egyik 2002-es adása. A Vérnyúl stábja egy vidéken garázdálkodó (vélhetően) mutáns lényt próbál becserkészni, igen nagy apparátussal: keresőkutyák, mentősök, orvosok, vadászok stb. hallomások nyomán erednek a rémes tetteket produkáló, jószágrabló szörny nyomába (megdézsmálja a baromfiudvart, birkákat ragad el stb.). Pontosan senki nem tudja, hogy néz ki és mit is keresnek valójában, a kósza híreket szolgáltató személyeket igazi amatőr szereplők alakítják, egyszerű falusi emberek. A hitelességet pedig értelmiségiek, a médiából ismert személyek szolgáltatják (állatorvos, őslénykutató, Garamvölgyi László kriminalista, Czeizel Endre genetikus). A feszes ritmusú, gyors vágásokkal operáló tévéműsor tudatosan növeli a feszültséget, mintegy előrevetíti valaminő rettenet bekövetkeztét. A horrorfilmek nyomán ismerős hatáskeltés, a halálsikolyba és követhetetlenül pattogó kameraképekbe fúló finálé azonban megszakad, és a rendező-riporter Pesty László közli a nézőkkel, hogy a vérengző óriásnyúl nem létezik. S az előzőekben csupán a média veszélyeire próbálták fölhívni a figyelmet, hiszen manapság már "a legképtelenebb hülyeség is meggyőzően tálalható."
A Lenin egy gomba! (Lenyin – grib!) című 1991-es orosz tévéműsor (Szergej Kurjohin zenész és Szergej Solohov újságíró médiacsínye) politikai vetületekkel is bírt. Miközben végtelenül szellemesen egyszersmind az abszurd humor egyik csúcstermékét hozta létre a tízmilliók által nyomon követett, főműsoridős adás során. Mindezt megfejelve a tévénézők, a szovjet emberek hiszékenységének, tájékozatlanságának bemutatásával (később leleplezésével). A peresztrojka diadalaképp a legnagyobb szovjet politikai bálványt, az államalapító főforradalmár Lenint és a köré épület állami kultuszt parodizálta. Nem kevesebbet állítva, hogy a bolsevik vezér hallucinogén gombákon élt, és a sok tudatmódosító szerhasználat nyomán végül maga is gombává lett... Ennek következtében (az eleddig titkolt igazságról is lerántva a leplet) egyértelmű, hogy a Nagy Októberi Szocialista Forradalom is egyfajta kvázi-hippi mozgalomnak tekinthető. A tudatmódosító, bódító szerektől függő, "csodagomba"-fogyasztó Lenin elszakadt a valóságtól, és a szovjet állam létrehozásához a mintát fél évezreddel korábbi közép-amerikai freskóábrázolásokról vette. A teljesen "hihetőre" hangszerelt, technikailag és szemléletét tekintve semmi rendkívülivel nem bíró produkció hagyományos (sőt, tudományos!) megközelítésmódot alkalmaz. A közel egyórás tévéműsor számtalan "bizonyítékot", filmrészletet, szöveget feltárva, számos "szakértőt" megszólaltatva, manipulációk sorával bizonygatja a nyilvánvaló sületlenségeket (ráadásképp a két alkotó olykor még el is röhögi magát!).
Hasonló felütésű, de jóval hihetőbb Siklósi Szilveszter 1994-es magyar áldokumentumfilmje, Az igazi Mao. Itt szintén egy világszerte ismert politikusról mondják el az "igazat", rántják le titkos életéről a leplet, azonban a helyszín földrajzilag jóval távolabbi (Kína), s a célszemély sokkal kevésbé volt része az adott terület (Magyarország) hétköznapjainak, mint Lenin és a Szovjetunió esetében. Részben ezért is hihetőbb, valamint a nagyon gondos kivitelezés révén: a produkció nem egyszerű televízióműsor, hanem gondosan koreografált oknyomozás, sok (részben meghamisított, ill. szándékosan félremagyarázott) dokumentumértékű bejátszással, "hitelt érdemlő" szemtanúval. A hitelességet egy kitalált karakter, Jonathan W. Highstone amerikai történészprofesszor erősíti, aki elegáns öltözködésével, tehetősséget sugárzó környezetével is sugallja, hogy nem átverésről van szó. Célja részben a politikai propaganda álságának leleplezése, amire az egyre fokozódó badarságokat felvonultató produkció végén egy többmondatos magyarázat is felhívja a figyelmet: "Ön egy kísérlet részese volt, amelyben be akartuk bizonyítani, hogy a legnagyobb képtelenség is elhitethető. Minden csupán attól függ, hogyan csomagoljuk mondandónkat. Kérjük tesztelje önmagát!"
A "skandináv dokumentumfilmnek" titulált 2007-es magyar Öszödik pecsét (Stefanovics Angéla, Kálmánczhelyi Zoltán, Végh Zsolt félórás alkotása) szintén elkalandozik a politika területére ("Gyurcsány Viktor"), a hazai és nemzetközi közélet számos szereplőjét hozza hírbe, egy világméretű összeesküvésben való részvételükre célozva. A megpendített, 2007 tájáról való aktualitások okán azonban idővel egyre kevésbé lesz érthető, a poénok háttere elhomályosul. Az abszurditásig turbózott blődli – számos műfajtársával ellentétben – nem is akar hihetőnek tűnni. A szándékosan "gagyi", butuska animációs betétek csak fokozzák "hitelességét". Megannyi popkulturális utalással, a bulvársajtóból és tömegmédiából ismerős motívummal (Star Wars, Nostradamus, Mona Lisa, ufók stb.) operál, a kémfilmek kötelező kellékeiből is merít (KGB-ügynökök, FBI-nyomozók, szabadkőművesek), de az elméleti fizikát úgyszint segítségül hívja, akárcsak a halandzsanyelvet és az orosz akcentust.
A 21. században tűntek föl a technikai trükkökre épülő átverések. A digitális technikai bravúrokat olykor "valóban megtörtént" eseményekre húzzák rá, és az avatatlan szem, a videótechnika lehetőségeiben járatlan néző rendre el is hiszi. Ezek már jellemzően internetes termékek, képesek villámgyorsan elterjedni a videómegosztó csatornák révén. Eme kamu kisfilmek részben átfedést mutatnak a városi legendákkal, rémtörténetekkel – olykor egyenest ezek illusztrációjául szolgálnak. Így például a montreáli parkban egy sas által (majdnem) elragadott kisgyerekről készült "spontán" felvétel. Rendkívül látványos a Bruno Kammerl nevű fiktív figura csúszópályán gyorsuló, majd medencébe csobbanó vírusvideója 2009-ből. Nem sokkal később következett a leleplezés – videómanipulálás, kaszkadőrkellék, utómunka.